# Jytte Dreyer
Jytte Dreyer (født 9. oktober 1927 i Horsens, død 12. oktober 2019 i Ebeltoft var en dansk tv-vært.
Dreyer var uddannet på møbelarkitekt Finn Juhls skole for boligindretning. Hun var i en periode producer ved kassettefirmaet Telscan i Hedensted, men kom til DR i 1966, hvor hun producerede en række udsendelser, bl.a. Otium og Musik i arbejdstøjet, hvor hun samarbejdede med bl.a. Børge Wagner. Hun lavede også portræt- og familieprogrammer og var vært på flere programmer på DR's radiokanaler. Dreyer gik på pension i 1997 og var siden en populær foredragsholder.
Som 16-årig blev Jytte Dreyer dansk mester i roning.